# Canton de La Courtine
Le canton de La Courtine est une ancienne division administrative française située dans le département de la Creuse et la région Limousin.

## Géographie
Ce canton est organisé autour de La Courtine dans l'arrondissement d'Aubusson. Son altitude varie de 595 m (Clairavaux) à 936 m (Saint-Oradoux-de-Chirouze) pour une altitude moyenne de 760 m.

## Représentation

### Conseillers généraux de 1833 à 2015
| Période | Période           | Identité                               | Étiquette                      | Qualité                                                                 |
| ------- | ----------------- | -------------------------------------- | ------------------------------ | ----------------------------------------------------------------------- |
| 1833    | 1861              | Jean-Pierre Aimé Bayle de Saint-Setier |                                | Juge de paix, maire de La Courtine                                      |
| 1861    | 1870              | Augustin de Solliers                   |                                | Général de brigade Propriétaire du château Le Masgelier, au Grand-Bourg |
| 1870    | 1871 (annulation) | Jean-Pierre Aimé Bayle de Saint-Setier |                                | Juge de paix, conseiller municipal de La Courtine                       |
| 1871    | 1883              | Victor Lauly                           | Républicain                    | Propriétaire et Maire de Flayat                                         |
| 1883    | 1903 (démission)  | Gabriel Sarciron                       | Républicain                    | Avocat , maire d'Aubusson (1893-1902)                                   |
| 1903    | 1919              | Félix Dupeyrix-Lavétizon               | Libéral                        | Propriétaire Maire de Saint-Merd-la-Breuille                            |
| 1919    | 1931              | Victor Legrand                         | Rad.                           | Conseiller municipal de La Courtine                                     |
| 1931    | 1940              | Ferdinand Allègre                      | Rad.                           | Hôtelier Adjoint au maire de La Courtine, conseiller d'arrondissement   |
|         |                   |                                        |                                |                                                                         |
| 1945    | 1958              | Antoine Besse                          | SFIO                           | Expert-géomètre Maire de La Courtine (1947-1971)                        |
| 1958    | 1988              | Marcel Maginier (1922-2001)            | DVG puis SFIO puis PSU puis PS | Négociant Maire de Saint-Oradoux-de-Chirouze (1977-1995)                |
| 1988    | 2001              | André Baudin                           | RPR                            | Médecin Conseiller municipal de La Courtine                             |
| 2001    | 2015              | Philippe Breuil                        | PS puis DVG                    | Enseignant, Maire de Magnat-l'Étrange (2014-2020)                       |

### Conseillers d'arrondissement (de 1833 à 1940)
Le canton de La Courtine avait deux conseillers d'arrondissement.
| Période                                  | Période | Identité                  | Étiquette   | Qualité |
| ---------------------------------------- | ------- | ------------------------- | ----------- | --- |
| 1833                                     | 1848    | Jean Marien Masnyac       |             | Juge de paix, Clairavaux                                                                                    |
|                                          |         |                           |             | |
| 1889                                     |         | Jean-Louis Stéphane Sauty | Républicain | Maire de Magnat                                                                                             |
| 1889                                     |         | Félix Belon               | Républicain | Maire de Saint-Merd-la-Breuille                                                                             |
|                                          |         |                           |             | |
| 1919                                     | 1922    | M. Chaussat               |             | |
| 1922                                     | 1931    | Ferdinand Allègre         | Rad.        | Hôtelier, adjoint au maire de La Courtine                                                                   |
| 1931                                     | 1940    | Antoine Marandon          | Rad.        | Propriétaire à Méouze, maire de Saint-Oradoux-de-Chirouze                                                   |
| 1940                                     |         |                           |             | Les conseils d'arrondissement ont été suspendus par la loi du 12 octobre 1940 et n'ont jamais été réactivés |
| Les données manquantes sont à compléter. |         |                           |             | |

## Composition
Le canton de La Courtine groupe neuf communes et compte 1 871 habitants (recensement de 2007 population municipale).
| Communes                  | Population (2012) | Code postal | Code Insee |
| ------------------------- | ----------------- | ----------- | ---------- |
| Beissat                   | 32                | 23260       | 23019      |
| Clairavaux                | 155               | 23500       | 23063      |
| La Courtine               | 890               | 23100       | 23067      |
| Magnat-l'Étrange          | 231               | 23260       | 23115      |
| Malleret                  | 40                | 23260       | 23119      |
| Le Mas-d'Artige           | 103               | 23100       | 23125      |
| Saint-Martial-le-Vieux    | 124               | 23100       | 23215      |
| Saint-Merd-la-Breuille    | 212               | 23100       | 23221      |
| Saint-Oradoux-de-Chirouze | 84                | 23100       | 23224      |

## Démographie
| 1982  | 1990  | 1999  | 2006  | 2011  | 2012  |
| ----- | ----- | ----- | ----- | ----- | ----- |
| 2 098 | 2 038 | 1 943 | 1 911 | 1 737 | 1 678 |